# Лосось атлантичний
Лосось атлантичний, також сьомга, лосось озерний (Salmo salar) — риба родини лососевих з роду лосось. Поширений в північній частині Атлантичного океану і в річках, що впадають в Північну Атлантику, також у Білому і Баренцевому морях. Внаслідок розведенням людиною зустрічається у північній частині Тихого океану.

## Опис

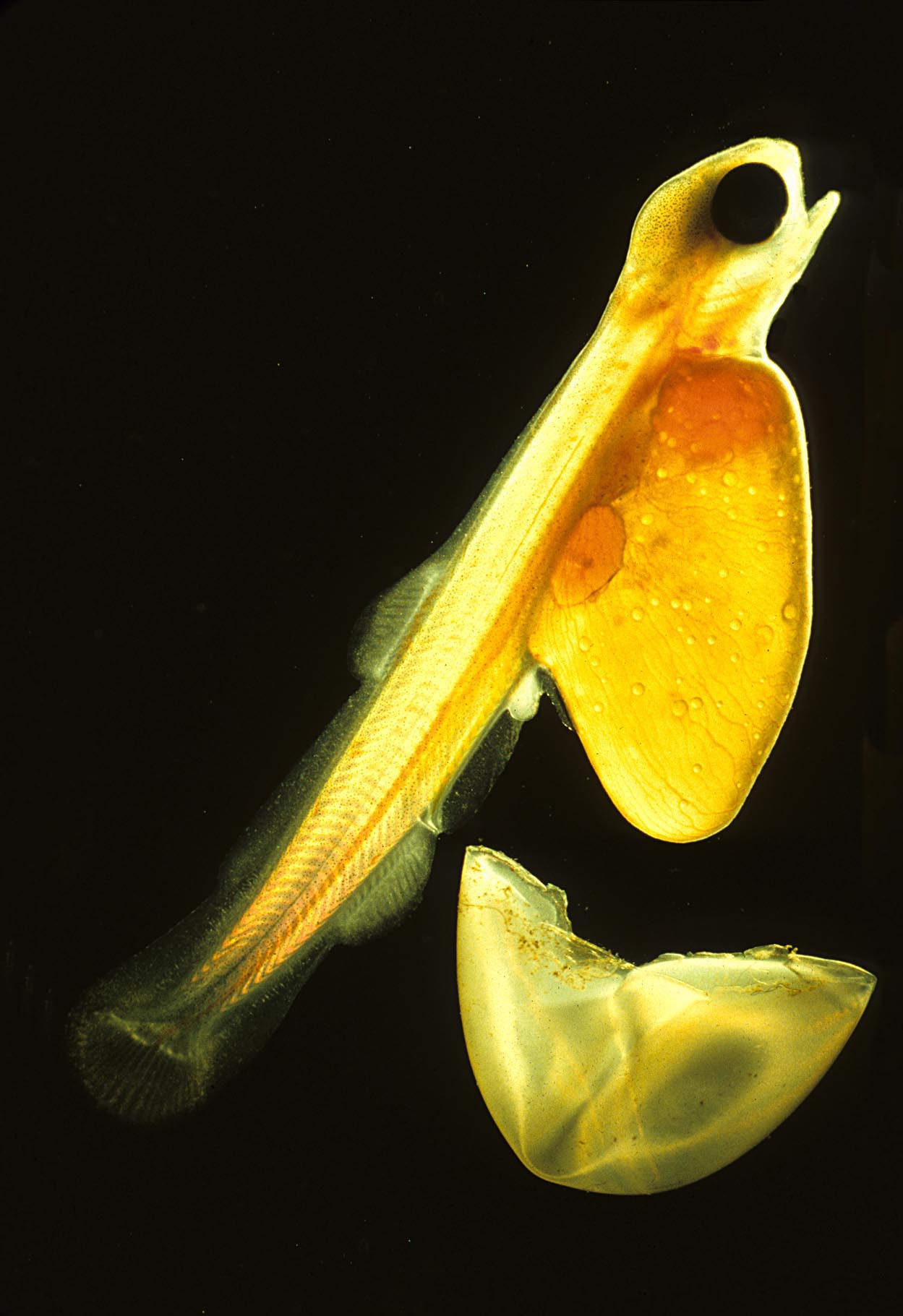
Личинка сьомги, яка щойно вилупилась

Може досягати довжини тіла 1,5 м та ваги 43 кг. Атлантичний лосось має сріблястий колір тіла. Забарвлення молодих риб відрізняється від дорослих особин: вони строкаті, на боках є темні смуги, спина темна, вкрита круглими червоними і коричневими плямами. Це допомагає їм краще маскуватися в річці, коли вони полюють. Більшу частину свого життя лосось проводить у морі. Він полює на дрібну рибу, що живе в холодних північних водах Атлантики. Дорослі особини повертаються в річки на нерест. На відміну від інших представників родини, після нересту гинуть не всі особини. Життя атлантичного лосося можна розділити на 5 періодів, з яких найвираженішими є річковий, нагульний і період розмноження. Ця риба отримала широку гастрономічну популярність в усьому світі.

## Поширення
Атлантичний лосось — це одна з небагатьох риб, які можуть жити як у прісній, так і в солоній воді. Молоді риби живуть у прозорій і холодній річковій воді.
Коли вони виростають, то збираються в косяки і вирушають вниз по річці в море. За нестачі їжі і при дуже низькій температурі лососі можуть вижити в річці до восьми років. У теплих, багатих на їжу водах вони ростуть швидше, й іноді вже на першому році життя виходять у море. Зазвичай це особини, довжина яких становить не менше 9-18 см. Під час наближення до моря лососі поступово пристосовуються до солоної води.
У риб, що виходять у море, темні плями зникають і тіло покривається сріблястою лускою. У морі лососі полюють на піщанкових, молодого оселедця, мойву та іншу дрібну морську рибу. Найбільше поживи знаходять у північних морях, де дрібна риба збирається у величезні косяки і харчується планктоном. Тому лосось, що з'явився на світ в європейських річках, перепливає Атлантичний океан, щоб дістатися до багатих на корм вод між Канадою і Гренландією.

## Подорож на нерестовища

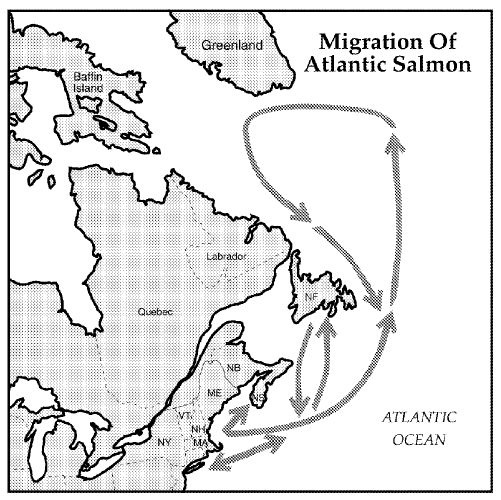
Океанічна міграція атлантичного лосося з річки Коннектикут

Більша частина лососів на нерест повертається саме в ті річки, в яких вони самі з'явилися на світ. Досі залишається таємницею, як вони знаходять гирло «потрібної» річки, пропливши в океанічних водах більше 2 000 км. Напевно, вирішальну роль відіграє прекрасний нюх, на який риба покладається під час подорожі вгору по річці. Молоді особини запам'ятовують характерний запах і смак річкової води. Лососі збираються в гирлі річки великими косяками і очікують припливу, який допомагає їм увійти до річки і подолати перший етап шляху.
У кожній окремо взятій річці спостерігаються свої особливості нерестового ходу. Лососі з легкістю долають усі перешкоди, що знаходяться в них на шляху: швидку течію, пороги. Щоб набратися сил, відпочивають у глибоководних місцях. Зазвичай у цей час риба нічого не їсть. Після нересту лише небагато з них повертаються назад в море, оскільки більша частина гине від виснаження.

## Розмноження

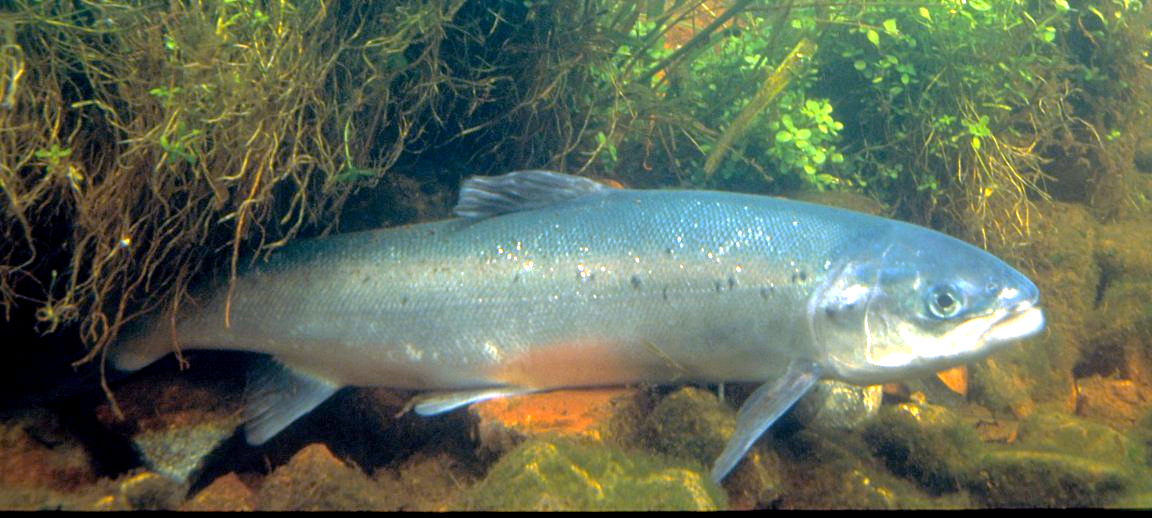

Лососі, які населяють північні води Атлантичного океану, нерестяться восени, а ті, що живуть в південніших районах — взимку. Самець, що нереститься, і самиця пливуть поруч.
У піщано-гальковому ґрунті самиця вириває велику яму. Потім вона метає ікру, на яку самець відразу випускає молочко. Самиця зариває запліднену ікру в пісок. Після короткого відпочинку вона робить нове гніздо, і весь процес повторюється. Із заплідненої ікри вилуплюються зародки, у яких на животі є великий жовтковий мішок. Після завершення цієї стадії мальки залишають гніздо. Перші 1-5 років свого життя вони харчуються личинками волохокрильця (ручайника), ракоподібними. Молоді лососі — це строкаті рибки, спина і боки яких вкриті круглими коричневими і червоними плямами. Тільки через декілька років вони вийдуть у море, тоді в них з'явиться срібляста луска. У період розмноження у самців дещо деформується щелепа.

## Спосіб життя
Молода риба живиться дрібними мешканцями річок: ракоподібними, комахами та їхніми личинками, молюсками. В морі дорослі особини харчуються рибою та ракоподібними. Тримаються косяками. Після заходу в річки для нересту атлантичний лосось перестає харчуватися і весь час живе за рахунок накопичених ресурсів. Живуть в середньому 8-10, рідко до 13 років.

## Охорона
На більшій частині ареалу стан природних популяцій виду залишається нестабільним. В ряді регіонів спостерігається тенденція до зниження чисельності популяції виду. Тому лосось атлантичний, згідно з Червоним списком МСОП, отримав охоронну категорію «уразливий вид». Крім того, він занесений до Директиви Європейського Союзу 92/43/ЄС «Про збереження природних оселищ та видів природної фауни і флори» (Додаток II. Види рослин і тварин, що становлять особливий інтерес для Європейського Союзу, збереження яких потребує створення територій особливої охорони).

## Практичне значення
Лише небагатьох лососів ловлять на вудку. До 60-их років XX ст. більшу частину атлантичного лосося відловлювали сітями, натягнутими в гирлах річок. Після того, як було з'ясовано, що більшу частину свого життя ці риби проводять у морі, люди почали їхній вилов і у північних водах Атлантичного океану. Це призвело до різкого скорочення чисельності. Нині річки сильно забруднені, тому з кожним роком виживає дедалі менше атлантичних лососів. Існує величезна кількість страв із них, атлантичного лосося додають у салати, смажать, тушкують і запікають. Проте найбільшу популярність атлантичний лосось завоював у малосольному вигляді.